# Дэйв (Остаться в живых)
«Дэйв» (англ. Dave) — 43-й эпизод телесериала «Остаться в живых» и 18-й во втором сезоне. Сценарий эпизода написали Эдвард Китсис и Адам Хоровиц, а его режиссёром стал Джек Бендер. Премьерный показ в США состоялся 5 апреля 2006 года на канале ABC. В воспоминаниях Хьюго «Хёрли» Рейес находится в психиатрической больнице, где он имеет дело со своим воображаемым другом Дэйвом. Также показаны воспоминания Либби в этом эпизоде, раскрывая, что она также находилась в больнице вместе с Хёрли. События, происходящие в настоящее время, показывают, что Хёрли видит Дэйва на острове, в то время как другие выжившие противостоят «Генри Гейлу» после того, как выяснилось, что его предыстория оказалась ложной.

## Сюжет

### Воспоминания
Хёрли находится в психиатрической лечебнице, где он дружит с Дэйвом, который внушает Хёрли не есть диетическую пищу, не принимать лекарства и попытаться сбежать. Однажды доктор Брукс, лечащий врач Хёрли, доказывает Хёрли, что Дэйва не существует, сфотографировав их обоих, а затем показав Хёрли, что Дэйва нет на фотографии. Позже этой ночью, Дэйв будит Хёрли, чтобы сбежать с ним из больницы. Дэйв выпрыгивает из окна, но Хёрли противостоит ему и объявляет, что Дэйв не настоящий, и закрывает перед ним окно, прежде чем вернуться в постель.
Другие воспоминания показывают, что в тот момент, когда доктор Брукс фотографировал Хёрли и Дэйва, на Хёрли смотрел ещё один пациент с другого конца комнаты, Либби, что объясняет, откуда Хёрли слегка припоминает Либби на острове.

### События
Хёрли признаётся Либби, что у него расстройство приёма пищи, и показывает ей заначку с едой из Dharma. Хёрли желает избавиться от неё, и она призывает его к этому. Сразу после того, как Хёрли уничтожает все свои припасы, другие выжившие идут в джунгли. Следуя за ними, Хёрли и Либби видят, что с неба на парашюте упала огромная посылка с едой. После того, как Хёрли паникует от мысли того, что его опять назначат ответственным за припасы, он видит Дэйва и пытается следовать за ним, пока тот идёт в джунгли.
После того, как Хёрли дважды теряет след Дэйва и набрасывается на Сойера за то, что тот издевался над ним, он решает уйти с пляжа в пещеры. По пути туда вновь появляется Дэйв и говорит Хёрли, что всё, что происходило с ночи его попытки побега, является вымыслом, ведь после того, как Дэйв сбежал, Хёрли впал в кататонию и стал воображать всё. В качестве доказательства, Дэйв отмечает появление цифр, которые всё время произносил другой пациент больницы, Леонард, в выигрышном лотерейном билете Хёрли и в цифровой последовательности на компьютере в бункере. Дэйв отводит Хёрли к скале и говорит ему спрыгнуть, чтобы выйти из своего сна, перед тем как спрыгнуть самому. Пока Хёрли решает, стоит ли ему следовать за Дэйвом, его находит Либби. Хёрли заявляет ей, что он не верит во всё происходящее, и что это всё всего лишь его коматозный сон, но Либби убеждает его в обратном, а потом целует его.
В бункере Саид и Ана-Люсия допрашивают «Генри Гейла». После того как выяснилось, что история Генри для прикрытия оказалась ложью, он наконец-то признаёт, что он Другой, но говорит, что его убьют, если он что-нибудь им расскажет. Позже с ним разговаривает Локк и требует рассказать, позволил ли он им взять себя в плен, считая, что он это сделал, чтобы найти станцию «Лебедь». Однако «Генри» называет бункер «шуткой», сказав, что во время блокировки он не вводил числа в компьютер и не нажимал на кнопку; он просто стоял там и смотрел как числа на таймере стали красными иероглифами, а затем вернулись на обратный отсчёт. Однако Локк гневно отвечает, что Генри лжёт, на что тот отвечает, что «с ложью покончено».

## Производство

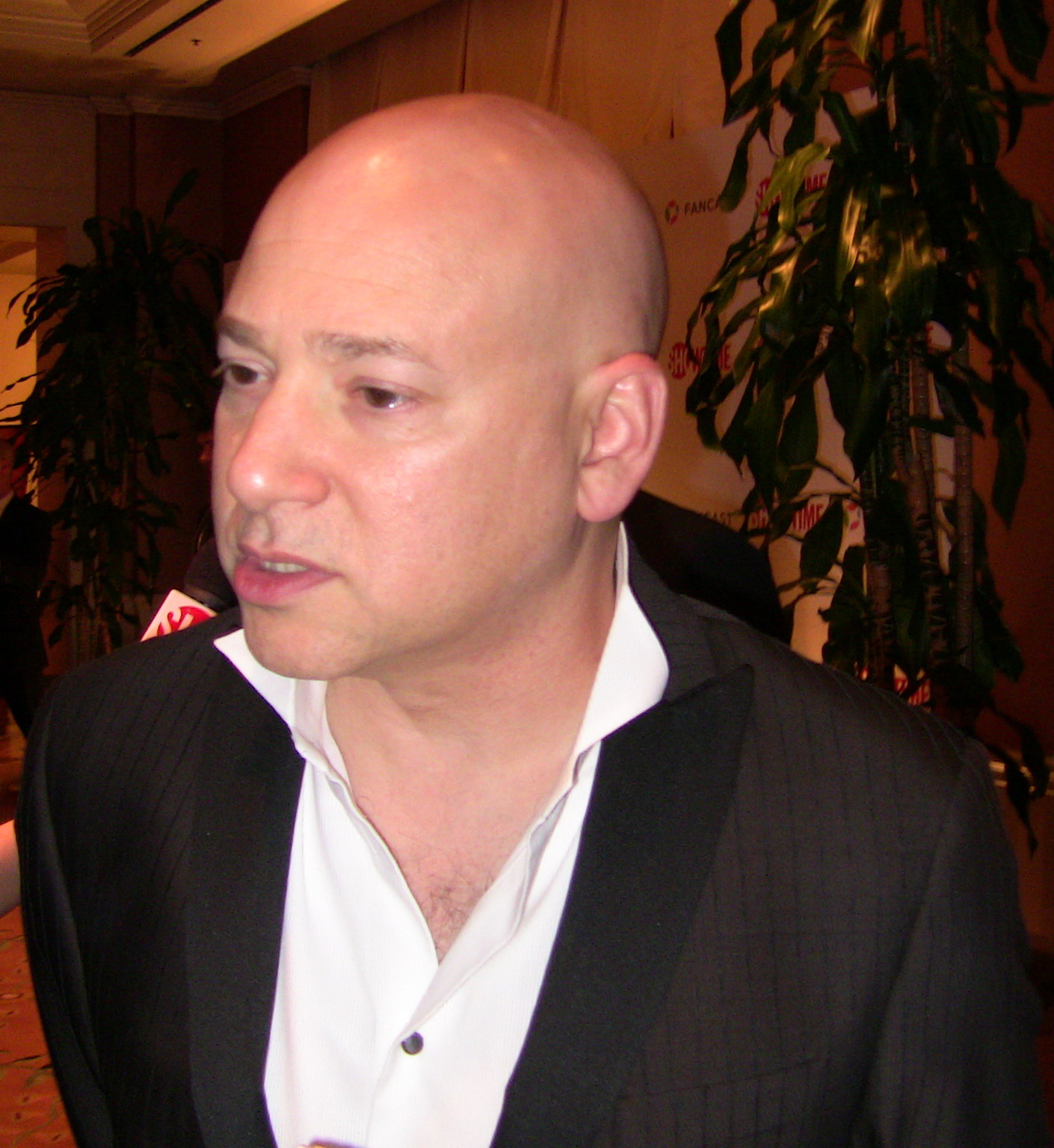
Эван Хэндлер исполнил роль Дэйва в этом эпизоде.

ABC было обеспокоено содержимым эпизода, утверждая, что идея того, что история могла происходить в голове Хёрли, давала объяснение всего шоу в целом, поскольку популярная теория среди фанатов заключалась в том, что события сериала были галлюцинациями. Персонаж Дэйва должен был быть той частью Хёрли, которая не чувствовала никаких проблем и призывала Хёрли слишком много есть. Его роль исполнил Эван Хэндлер и исполнил таким образом, как режиссёр Джек Бендер описал его - как «озорного как бес». Шоураннер Карлтон Кьюз раскрыл, что его имя произошло из имени отца Хёрли, Дэвида — которого позже сыграл Чич Марин — потому что сценаристы «хотели, чтобы Хёрли представил себе друга и чтобы он был погружён в свои неразрешённые отношения со своим отцом». Финальная сцена с Либби была настолько засекречена, что только у Джека Бендера и у второго режиссёра она была в сценарии, и чтобы Либби не была единственной женщиной в психиатрической больнице, все женщины на съёмочной площадке, включая дочь Бендера, Софи, были одеты в халаты и пижамы, чтобы появиться в качестве персонажей на заднем плане.
Режиссёр Бендер решил изобразить Дэйва так, чтобы зрители сначала подумали, что он настоящий, но он не должен был взаимодействовать с физическим миром, как в фильмах «Шестое чувство» и «Игры разума». Для сцены, в которой Дэйв ходит по джунглям с Хёрли, были размещены красные и оранжевые цветы, чтобы добавить некоторую «магию» для сцены. Бендер описал это как «чувство „Хёрли в Стране чудес“». Сцена, в которой Хёрли атакует Сойера, изначально была задумана юмористической. Бендер предложил, чтобы палатку снесли, а Джош Холлоуэй добавил идею, чтобы Сойер пытался сбежать, а его затащили назад.
Сцена, в которой Дэйв начинает перечислять Хёрли почему события на острове происходят в его сознании, часто что-то мешало снимать, как например военные упражнения на Объединённой Базе Перл-Харбор-Хикэм привели к тому, что многие дубли были испорчены шумом самолётов. Плохая погода также досаждала производство, особенно из-за громких волн пришлось переозвучить сцену Хёрли и Либби на пляже во время пост-продакшна, а из-за дождя в один день пришлось поменять место съёмок сцены игры в баскетбол: снимать пришлось на корте в помещении. А также пришлось ещё один день снимать сцену на скале. Скала была на компьютере переделана во время пост-продакшна, чтобы выглядело так, как будто актёры стояли на краю. Прыжок Дэйва был сделан каскадёром на фоне голубого экрана, а тело, падающее в воду и вызывающее всплеск, было добавлено при помощи компьютерной графики. Психиатрическая больница была снята в YWCA Ланикея на Гонолулу, за исключением офиса доктора Брукса, который был сделан на студии.

## Реакция
Эпизод собрал у экранов приблизительно 16.38 миллионов американцев и получил смешанные отзывы. Скотт Браун из «Entertainment Weekly» похвалил выступления Хорхе Гарсиа и Майкла Эмерсона и сказал, что эпизод заставил остров «снова казаться опасным». Райан Дж. Будке из «TV Squad» чувствовал, что история в бункере была более интересной, чем сцены с Хёрли, и посчитал «Дэйва» удручающим, вопреки другим «таким беззаботным» эпизодам с Хёрли. Крис Каработт из IGN дал эпизоду 7 баллов из 10, посчитав его интересным, даже если он «не влияет на сам сериал», но позже сайт дал «Дэйву» 9 место в списке худших эпизодов «Остаться в живых», назвав его бессмысленным и сказав, что воспоминания «казались лишними». «New York Magazine» поставил «Дэйва» на шестое место в списке «Двадцати самых бессмысленных эпизодов „Остаться в живых“», считая, что «использование эпизода, чтобы опровергнуть теорию, которая не была настолько распространённой, является всего лишь пустой тратой времени». С другой стороны, «Los Angeles Times» дал эпизоду 30-е место в списке лучших эпизодов сериала, описав его как «возможно самый недооценённый эпизод „Остаться в живых“», сказав, что несуществование Дэйва должно было быть трюком, но оказалось всего лишь «самым большим выражением того, насколько проблемным был Хёрли, пока он не нашёл остров».